# Fool No More
«Fool No More» es el título del quinto sencillo de la banda británica S Club 8. Lanzado el 30 de junio de 2003, alcanzó el puesto #4 en las listas del Reino Unido.

## Lista de temas
CD 1
1. «Fool No More»
2. «S Club Party» (S Club 8 con S Club 7)
3. «Rush»
4. «Fool No More» (CD-Rom)

CD 2
1. «Fool No More»
2. «Fool No More» (versión Karaoke)
3. «One Step Closer»

Casete
1. «Fool No More»
2. «Fool No More» (Almighty Mix)

- Datos: Q5465617